# KNK
KNK (кор.: 크나큰; роман.: кынакын, лит.: «Отлично» или «Чтобы быть великим») — южнокорейский бой-бэнд, сформированный в 2016 году компанией YNB Entertainment (первый бой-бэнд агентства). Группа состоит из пяти участников. Дебют состоялся 3 марта 2016 года с мини-альбомом «Knock».

## Название
KNK — это инициализм, обозначающий K-pop kNocK (кор.: 노크 노크). Это означает «постучать в дверь К-pop с музыкой группы».

## История

### Предебют
Все пять членов KNK были стажерами различных компаний, прежде чем присоединиться к YNB Entertainment. У них был длительный период обучения, в среднем 5 лет. В качестве стажеров участники появились в музыкальных клипах своего коллеги, Бести (Bestie). Они также выступали в качестве резервных танцоров для группы девушек.
15 декабря 2015 года, на официальном канале KNK в YouTube было опубликовано тизер-видео мальчиков. На следующий день было объявлено, что участники выступят на фестивале SBS Awards 2015 (SAF) вместе с Ноел (Noel), Бести (Bestie) и Альмен (Almeng). 26 декабря KNK впервые выступили перед публикой в SAF, где они исполнили две песни своего дебютного сингла. 30 декабря прошло первое реалити-шоу группы «My Keunakeun Television», премьера которого состоялась на Naver TV Cast.
YNB Entertainment открыла свой официальный канал приложений Naver V для артистов компании, включая KNK, 8 января 2016 года. Начиная с первого дня февраля, KNK проводили трансляции, в реальном времени, почти каждый день через приложение Naver V, как отсчет времени до их предстоящего дебюта. Мальчики показывали свои ежедневные репетиции и приготовления, а также свою фотосессию для обложке альбома и съемку их первого видеоклипа. 22 февраля компания объявила через SNS, что группа дебютирует со своим первым альбомом 3 марта 2016 года. С 23 по 26 февраля группа выступила в нескольких университетах.

### 2016—2017: Дебют с «Knock», «Awake»and «Remain»
26 февраля 2016 года был выпущен тизер для музыкального видео дебютного сингла KNK «Knock». Песня была написана продюсерской командой ButterFly, под руководством Хван Сон Дже, который написал «Atlantis Princess» BoA, «Whistle to Me» Ли Со Юн, и многое другое, в то время как рэп-часть была написана членом Юджином. Кроме того, их хореография была создана Ха У Шином из Prepix, И Ки Баком руководилось снятие музыкального видео-клипа. Три дня спустя группа дебютировала в художественном зале Ilchi, Чондамдон, Каннам, Сеул, где они исполнили свои песни «Knock» и «Angel Heart», а также «Love in the Ice» TVXQ и «On the Street» Ким Кван Сока.
1 марта 2016 года KNK выступил на The Show, первое выступление группы на телевизионном музыкальном шоу. Их единственный альбом и музыкальное видео для «Knock» были официально выпущены 3 марта.
Группа организовала свой первый график за пределами Южной Кореи и выступила с дебютным синглом «Knock» на 20-й церемонии вручения наград China Music Awards в Макао 15 апреля 2016 года.
KNK выпустили свой первый цифровой сингл «I Remember» 16 мая 2016 года. Трек жанра R&B, среднего темпа был составлен Ким Тэ Дзю, который также спродюсировал «Good Luck» группы Beast, «12:30» и другие.
23 мая 2016 года YNB Entertainment объявило о возвращении группы с их первым EP, под названием "Awake " через официальный SNN от KNK. 24 и 25 мая были выпущены видео-тизеры участников и индивидуальные фотографии для EP. «Awake» и музыкальное видео для заглавного трека «Back Again» было выпущено в полдень 2 июня 2016 года. Все треки были спродюсированы Ким Тэ Чжу. Хореография для домашней темп-танцевальной композиции «Back Again» была организована Ха У Шином из Prepix, а хореография для первого трека альбома «Gone» была создана лидером KNK, Джихуном. «Awake» достигла максимума на 14-м месте в чарте Billboard World Album, позже, KNK была признана Billboard одним из самых многообещающих дебютов K-pop с первой половины 2016 года.

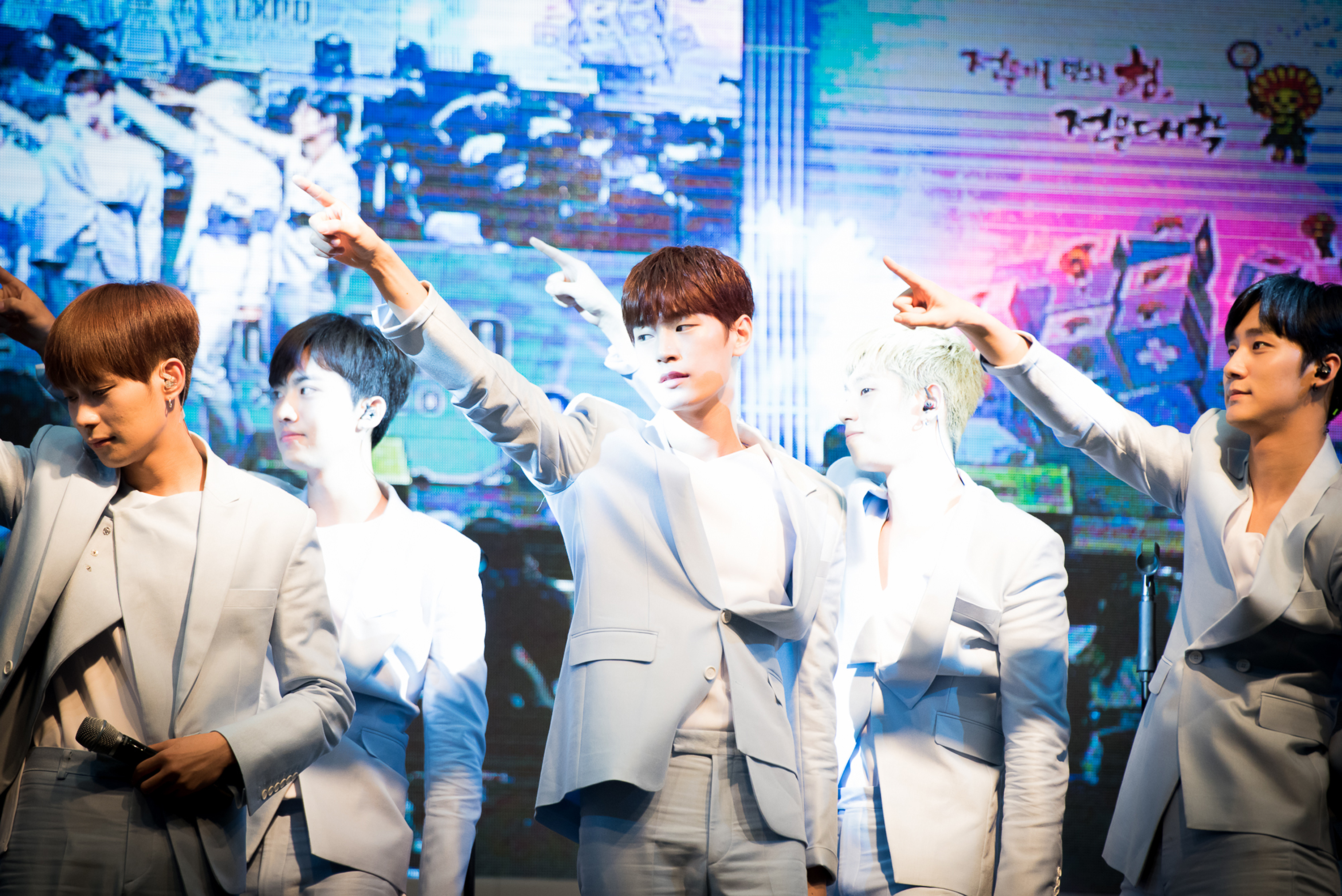
KNK выступают на Cool FM в июле 2016

7 ноября 2016 года возвращение KNK с их вторым EP под названием «Remain» было объявлено через их официальный SNS. Трек-лист был также выпущен 10-го числа, что говорит о том, что Ким Тэ Чжу снова работал с KNK в качестве продюсера EP, а треки «Goodbye» и «Tonight» были составлены и написаны членами Юджином и Хиджуном соответственно. 15 ноября был выпущен музыкальный тизер для заглавного трека под названием «U», однако на следующий день было объявлено, что агентство решило распорядиться музыкальным видео в связи с проблемами качества. Представитель заявил, что не планирует снимать его снова. «Remain» был выпущен 17 ноября 2016 года, а в тот же день KNK продолжил прямую концертную деятельность в Naver V Live, где они исполнили «Love in the Ice» TVXQ, а также свои новые песни «I Know» и «U». 21 декабря 2016 года KNK был включен в список «топ 10 лучших новых групп K-Pop Billboard в 2016 году».
В марте 2017 года KNK анонсировали свой первый сольный концерт и первую остановку азиатского турне. Двухдневный концерт под названием The F1rst Step состоялся 8-9 апреля в Концертном зале Shinhan Card Fan Square в Сеуле. Затем последовали концерты в Осаке, Токио и Тайбэе. 12 мая KNK объявили о своем первом возвращении, выпустив рекламный плакат второго сингла группы Gravity.

## Участники
Текущий состав:

### И Донвон
И Донвон (кор.: 이동원) родился 1 января 1994 г., Южная Корея. По информации от 19 декабря 2018 года стал новым участником группы после ухода Ким Юджина.

### Сохам
Пак Сохам (кор.: 박서함) (носил имя при рождении Пак Сынджун (кор.: 박승준)) родился 28 октября 1993 г., Южная Корея. Является бывшим трейни Big Hit Entertainment, где тренировался с участниками Bangtan Boys. 19 февраля 2013 г. Сохам выиграл 2-е место на 10th Open Audition агентства JYP Entertainment, а после стал актерским трейни в новой компании. Он появился в музыкальном видео-клипе его коллеги из Bestie, включая «Zzang Christmas» и «Excuse Me». Он также является одним из резервных танцоров для живого представления «Zzang Christmas» и «I Need You». Изменил своё имя на Пак Кёнбок, но семья, в особенности отец, были против данного имени, после чего повторно изменил на Пак Сохам.

### Инсон
Чон Инсон (кор.: 정인성) родился 1 июля 1994 г., Южная Корея. Он также является бывшим стажером Big Hit Entertainment, а позже перешел FNC Entertainment. В 2013, он принял участие в реалити-шоу, под названием Cheongdam-dong 111. Инсон также являлся второстепенным танцором группы Bestie. Он также появился в видео-клипе «Excuse Me» вместе с Сохамом.

### Джихун
Ким Джихун (кор.: 김지훈) родился 20 февраля 1995 г., Южная Корея. Джихун является бывшим трейни Nega Network. Он вместе с Юджином и Сохамом участвовал в съемкках «Zzang Christmas», а также был включен в список второстепенных танцоров для живого представления песни. Как Сохам, Инсон и Хиджун, он был танцором для «I Need You» группы Bestie. На данный момент Джихун является лидером группы.

### Хиджун
О Хиджун (кор.: 오희준) родился 8 мая 1996 г., Южная Корея. Он является бывшим стажером FNC Entertainment. Он также, как и Инсон участвовал в реалити-шоу «Cheongdam-dong 111» 2013 года. Хиджун был вокалистом группы Kokoma Band (кор.: 꼬꼬마 밴드), которая была создана за три месяца до начала съемок.
Бывшие участники:

### Юджин
Ким Юджин (кор.: 김유진) родился 10 февраля 1993 г., Южная Корея. Является бывшим стажером TS Entertainment, а также тренировался наряду с участниками группы B.A.P. Он появился в музыкальном видео-клипе Bestie «Zzang Christmas», а также был включен в список резервных танцоров для живого представления песни. Покинул группу в сентябре 2018 году по личным причинам.

## Дискография

### Мини-альбомы
| Название     | Детали альбома                                                                              | Позиции в чартах | Позиции в чартах | Позиции в чартах | Продажи        |
| Название     | Детали альбома                                                                              | KOR              | TW               | USWorld          | Продажи        |
| ------------ | ------------------------------------------------------------------------------------------- | ---------------- | ---------------- | ---------------- | -------------- |
| Remain       | - Выпущен: 17 ноября 2016 - Лейбл: YNB Entertainment, CJ E&M - Формат: CD, digital download | 12               | 16               | 14               | * KOR: 12,864+ |
| Remain       | - Выпущен: 17 ноября 2016 - Лейбл: YNB Entertainment, CJ E&M - Формат: CD, digital download | 12               | 16               | —                | - KOR: 12,864+ |
| Lonely Night | - Выпущен: 7 января 2019 - Лейбл: 220 Entertainment, CJ E&M - Формат: CD, digital download  | 8                | 18               | —                | - KOR: 9,026+  |

### Сингл альбомы
| Название | Детали альбома                                                                                   | Позиции в чартах | Продажи       |
| Название | Детали альбома                                                                                   | KOR              | Продажи       |
| -------- | ------------------------------------------------------------------------------------------------ | ---------------- | ------------- |
| Knock    | - Выпущен: 3 марта 2016 - Лейбл: YNB Entertainment, Interpark INT - Формат: CD, digital download | 15               | - KOR: 5,978+ |

### Синглы
| Название                    | Год  | Позиции в чартах                                             | Позиции в чартах | Продажи  | Альбом             |
| Название                    | Год  | KOR                                                          | USWorld          | Продажи  | Альбом             |
| --------------------------- | ---- | ------------------------------------------------------------ | ---------------- | -------- | ------------------ |
| «Knock»                     | 2016 | —                                                            | 18               | —        | Knock              |
| «I Remember» (요즘 넌 어때) | 2016 | —                                                            | —                | —        | Awake              |
| «Back Again»                | 2016 | —                                                            | —                | —        | Awake              |
| «U»                         | 2016 | —                                                            | —                | —        | Remain             |
| «Lonely Night»              | 2019 | 8 (Gaon Album Chart) 18 (Five-Music Korea-Japan Album Chart) | —                | 10 574 + | Lonely Night       |
| «Sunset»                    | 2019 | 8 (Gaon Album Chart)                                         | —                | 9 026+   | KNK S/S Collection |

## Фильмография

### Телевидение

#### Реалити/Развлекательные шоу
| Год       | Название                         | Канал         | Участник          | Заметки                                          |
| --------- | -------------------------------- | ------------- | ----------------- | ------------------------------------------------ |
| 2013      | Cheongdam-dong 111               | tvN           | Инсон, Хиджун     |                                                  |
| 2015-2016 | My Keunakeun Television          | Naver TV Cast | Все               |                                                  |
| 2016      | Let's Go! Dream Team Season 2    | KBS           | Юджин, Инсон      |                                                  |
| 2016      | Star King                        | SBS           | Все               | Эпизод № 443 и № 460                             |
| 2016      | Pops in Seoul                    | Arirang TV    | Все               | Эпизод № 3133 и № 3180                           |
| 2016      | After School Club                | Arirang TV    | Все               | Эпизод № 210 и № 241                             |
| 2016      | The God of Music 2               | Mnet          | Сынджун           | Камео (эпизод № 4)                               |
| 2016      | Weekly Idol                      | MBC Every 1   | Все               | С Astro и 4TEN (эпизод № 256)                    |
| 2016      | Duet Song Festival               | MBC           | Сынджун, Инсон    | Участники дискуссии (эпизод № 12)                |
| 2016      | Duet Song Festival               | MBC           | Инсон             | Представлял вместе с Ким Ван Сун (эпизод № 22)   |
| 2016      | SNL Korea                        | tvN           | Сынджун           | Камео (эпизод № 156)                             |
| 2016      | The Show                         | SBS MTV       | Сынджун           | Особый МС                                        |
| 2016      | Hello Counselor                  | KBS           | Сынджун, Инсон    | Эпизод № 285                                     |
| 2016      | Idol Star Athletics Championship | MBC           | Все               |                                                  |
| 2016      | Running Man                      | SBS           | Все               | Эпизод № 319                                     |
| 2016      | King of Mask Singer              | MBC           | Юджин             | Эпизод № 83                                      |
| 2017      | Hitmaker                         | MBC Every 1   | Сынджун, Инсон    | Эпизод № 4                                       |
| 2017      | SBS Game Show                    | SBS           | Юджин             | Эпизод № 3-6                                     |
| 2017      | Idol Star Athletics Championship | MBC           | Все               |                                                  |
| 2017      | Men Who Run Charts               | KBS Joy       | Все               | Эпизод № 14                                      |
| 2017      | Weekly Idol                      | MBC Every 1   | Сынджун           | Гость в Masked Idol Corner (эпизод № 291, № 292) |
| 2017      | Yang Se Chan's Idol Master       | Naver TV Cast | Все               | Эпизод № 1-2                                     |
| 2017      | Immortal Songs 2                 | KBS           | Все               | Особая сцена с Ким Ван Сун                       |
| 2017      | Weekly Idol                      | MBC Every 1   | Все, кроме Юджина | Особое появление (эпизод № 296)                  |

## Видеография

### Музыкальные видеоклипы
| Год  | Название                  | Руководитель | Заметки             |
| ---- | ------------------------- | ------------ | ------------------- |
| 2016 | «Knock»                   | Lee Ki-baek  |                     |
| 2016 | «Back Again»              | Lee Ki-baek  |                     |
| 2016 | «Back Again (Dance Ver.)» | Lee Ki-baek  |                     |
| 2016 | «U (Performance Video)»   | Unknown      | Неофициальное видео |

### Появления, в качестве гостя
| Год  | Песня             | Артист | Участник               |
| ---- | ----------------- | ------ | ---------------------- |
| 2013 | «Zzang Christmas» | Bestie | Юджин, Сынджун, Джихун |
| 2015 | «Excuse Me»       | Bestie | Сынджун, Инсон         |

## Награды и номинации

### Asia Artist Awards
| Год  | Категория                              | Получатель | Результат  |
| ---- | -------------------------------------- | ---------- | ---------- |
| 2016 | Most Popular Artists (Singer) — Top 50 | KNK        | 38-е место |

### Mnet Asian Music Awards
| Год  | Категория                         | Получатель | Результат    |
| ---- | --------------------------------- | ---------- | ------------ |
| 2016 | Best New Male Artist              | KNK        | Номинированы |
| 2016 | HotelsCombined Artist of the Year | KNK        | Номинированы |

### Korean Culture Entertainment Awards
| Год  | Категория          | Получатель | Результат |
| ---- | ------------------ | ---------- | --------- |
| 2016 | K-pop Singer Award | KNK        | Выиграли  |

### Simply K-Pop Awards
| Год  | Категория                      | Получатель | Результат    |
| ---- | ------------------------------ | ---------- | ------------ |
| 2016 | Best Rising Star Group Of 2016 | KNK        | Номинированы |

### Golden Disk Awards
| Год  | Категория              | Получатель | Результат    |
| ---- | ---------------------- | ---------- | ------------ |
| 2017 | New Artist of the Year | KNK        | Номинированы |

### Seoul Music Awards
| Год  | Категория        | Получатель | Результат    |
| ---- | ---------------- | ---------- | ------------ |
| 2017 | New Artist Award | KNK        | Номинированы |
| 2017 | Bonsang Award    | KNK        | Номинированы |

### Naver V Live Top 10
| Год  | Категория           | Получатель | Результат |
| ---- | ------------------- | ---------- | --------- |
| 2017 | Global Rookie Top 5 | KNK        | Выиграли  |

### Korean Entertainment Arts Awards
| Год  | Категория     | Получатель | Результат |
| ---- | ------------- | ---------- | --------- |
| 2017 | Netizen Award | KNK        | Выиграли  |